# Saint-Remy-en-l'Eau
Saint-Remy-en-l'Eau là một xã ở tỉnh Oise Hauts-de-France phía bắc Pháp. Xã Saint-Remy-en-l'Eau nằm ở khu vực có độ cao trung bình 80 mét trên mực nước biển.